# Dover Publications
Dover Publications ist ein US-amerikanischer Verlag mit Hauptsitz in Mineola (New York) (31 East Second Street). Er wurde 1941 von Hayward Cirker und seiner Ehefrau Blanche gegründet. Nach dem Tod von Hayward Cirker 2000 ging der Verlag an die Courier Corporation, die 2015 von RR Donnelley übernommen wurde.
Zuerst verkauften sie Restbestände von Verlagen. 1943 erschien ihr erstes selbst verlegtes Buch.
Sie haben sich auf kostengünstige Nachdrucke (in der Art von Faksimiles) älterer Literatur im Paperback-Format spezialisiert, und damit allerdings meist in nicht überarbeiteter Form (manchmal wird ein neues Vorwort hinzugefügt und bisweilen die Titel geändert). Häufig sind die Copyrights der Bücher in den USA erloschen. Das Spektrum reicht von Literatur und Kinderbüchern, Mathematik, Naturwissenschaften, Technik bis zur Musik. Ein bedeutender Teil der Verkäufe erfolgte unabhängig vom Buchhandel über Mailorder (weshalb sie auch als L.L. Bean des Buchhandels bezeichnet wurden). Sie legten auch von Anfang an Wert auf hohe buchtechnische Qualität trotz der niedrigen Preise. Die meisten Bücher haben eine niedrige Auflage von unter 7000, sie setzten weniger auf Bestseller, sondern auf die Bedienung von Nischen im Buchmarkt und sie haben viele Longseller in ihrem Katalog, wobei sie sich bemühen, einmal veröffentlichte Bücher so lange wie möglich im Katalog zu halten (nachdem es in den 1960er Jahren deswegen schon zu empörten Protesten von Kunden gekommen war, als man einige Werke stillschweigend aus dem Katalog löschte).
Die ersten Paperbacks erschienen dort 1951 und der Verlag ist damit einer der Pioniere in den USA (im heutigen Standardformat des Trade Paperback). In den 1950er Jahren gaben sie auch Sprachkurse heraus und eine Weile auch Schallplatten. 1960 erschienen die ersten Kinderbücher, was sich als lukrative Sparte erwies.
In den 1990er Jahren gaben (ab 1990) sie eine Reihe klassischer Literatur (Dover Thrift Edition) mit sehr niedrigen Preisen von 1 bis 2,5 US-Dollar heraus, darunter Werke von William Shakespeare, Charles Dickens, Jane Austen, Stephen Crane, Joseph Conrad, Oscar Wilde und Edgar Allan Poe. Wegen ihrer Preiswürdigkeit wurden sie auch an vielen Schulen benutzt und fanden sich in den 1990er Jahren auch vielfach in den „Grabbeltischen“ deutscher Buchhandlungen.
1989 hatten sie 25 Millionen US-Dollar Umsatz (mit einem Erlös vor Steuern von 10 Prozent). Der Verlag war damals schuldenfrei. 1997 hatten sie einen geschätzten Umsatz von 28 Millionen US-Dollar und 118 Beschäftigte. In den 1980er Jahren lag der Umsatz bei 15 Millionen US-Dollar. 1983 gaben sie 170 Bücher im Jahr heraus und hatten 3000 Bücher in ihrer Backlist. Anfang 2000 hatten sie 7000 Titel im Katalog.

## Geschichte
Der Gründer Hayward Cirker studierte Liberal Arts und Naturwissenschaften am City College of New York in der Zeit der Großen Depression und begann, da er mit seinem Abschluss keine angemessene Stellung bekommen konnte, ganz unten in der Versandabteilung des Verlags Crown Publishers, wo er eine Mailorder-Abteilung aufbaute und zum Verkäufer aufstieg. 1941 gründete er mit seiner Frau mit wenigen hundert Dollar Ersparnissen Dover Publications und sie verkauften zunächst Restposten wissenschaftlicher Bücher über Mailorder. Sitz der Firma war ihre Wohnung in Queens. Der Name der Firma stammte von dem Haus, in dem sie damals wohnten. 1943 zogen sie nach Manhattan in den billigeren unteren Teil der 5. Avenue und gaben als erstes Buch Tables of Functions with Formulas and Curves heraus, eine ursprünglich deutsche Veröffentlichung, deren Copyrights aber wie die aller deutschen Bücher im Zweiten Weltkrieg in den USA erlosch. Es folgte eine Ausgabe von Agricolas De re metallica mit Fotografien des Originals, die im Offsetdruck gedruckt wurden. Bis 1987 wurden vom Verlag davon 40.000 Exemplare verkauft, obwohl der Übersetzer, der Ex-Präsident Herbert Hoover, sie ursprünglich warnte, dass könne nur ein Verlust werden. Bald darauf gelang es Cirker, das Einverständnis von Albert Einstein für einen Nachdruck seines Principle of Relativity zu erhalten (Einstein selbst hielt das Werk für veraltet). Das setzte sich später fort, indem Dover bis 1978 Werke von 62 Nobelpreisträgern veröffentlichte.
1946 veröffentlichten sie ihr erstes nicht-wissenschaftliches Buch, das Handbook of Designs and Devices von Clarence Hornung, und es folgten viele weitere Bücher zu Design und Kunsthandwerk (insbesondere amerikanisches Kunsthandwerk wie Quilt-Herstellung). Sie veröffentlichten auch großformatige Kunstbücher zu günstigen Preisen (mit Preisen ab 5 Dollar), so von Albrecht Dürer, Gustave Doré, Giambattista Piranesi und Goya und später von vielen weiteren. Ab 1955 folgten Bücher mit Fotografien, so Human and Animal Locomotion von Eadweard Muybridge. Ab etwa 1970 folgten die Ausgaben von Partituren klassischer Komponisten, aber auch zum Beispiel Ragtime von Scott Joplin. Auf dem Bereich der Archäologie verkaufte sich allein ihr Nachdruck des Ausgrabungsberichts des Grabs von Tutanchamun von  Howard Carter zeitweise über 100.000 Mal pro Jahr. Ab 1957 veröffentlichten sie auch Schachliteratur.
Sie nahmen in ihren Reprints auch die Renaissance der Horrorliteratur und Fantastischen Literatur vorweg, hauptsächlich dank ihrem 1955 eingestellten Anzeigenmanager Everett F. Bleiler, der in Harvard Anthropologie und Archäologie studiert hatte und vielseitige Sprachkenntnisse besaß (darunter Sanskrit). Sie waren auch früh aktiv in Reprints mythologischer und esoterischer Literatur oder klassischer Werke, die in diesen Kreisen Anklang fanden, und veröffentlichten Science Fiction. Ab Anfang der 1960er Jahre gab es auch Erstveröffentlichungen im Verlag und der Bereich machte Anfang der 1980er Jahre 60 Prozent der Backlist aus. Ein Erfolgsautor war zum Beispiel Tom Tierney mit Ausschneidepuppen. Sie waren bekannt dafür, dass sie Autoren nach Möglichkeit keinen Anteil am Umsatz einräumten, sondern einmalig bezahlten, manchmal mit ziemlich niedrigen Beträgen. Ein Verkaufsprinzip war auch, dass sie keine Bücher von den Buchhandlungen zurücknahmen und die Preise so kalkulierten, dass die Reprints deutlich billiger als vergleichbare Bücher der Konkurrenz waren. Allerdings umwarben sie ab 1975 den Buchhandel mit freiem Versand bei Aufträgen über 35 Dollar und weiteren Nachlässen.
1959 zogen sie in die Varick Street in Lower Manhattan, wo auch ein Laden für den Verkauf und eine Druckerei waren. 1983 zogen sie nach Mineola, wo bis dahin das Lager war, und nur die Lektorierarbeiten und buchgestalterischen Aufgaben blieben in Manhattan.